# 熊本市立二岡中学校
熊本市立二岡中学校（くまもとしりつ ふたおか ちゅうがっこう）は、熊本県熊本市東区戸島三丁目にある公立中学校。
6・3制実施により設立された。市町村合併・編入により熊本市立中学校となる。

## 沿革
- 1947年（昭和22年） - 飽託郡小山戸島村立二岡中学校設立
- 1955年（昭和30年） - 飽託郡託麻村立二岡中学校と改称
- 1970年（昭和45年） - 熊本市立二岡中学校と改称

## 委員会
- 学級委員会
- 生活委員会
- 体育委員会
- 栽培委員会
- 厚生委員会
- 文化委員会
- 整美委員会
- 図書委員会
- 保健委員会
- 給食委員会
- 生徒会

## クラブ活動

### 運動部
- 女子バスケットボール部
- バレーボール部（男子・女子）
- 卓球部
- サッカー部
- 水泳部
- 陸上部
- 野球部

### 文化部
- 科学部
- 茶道部
- 放送部
- 美術部

### 同好会
- 音楽同好会

## 著名な出身者
- 藤村大介（プロ野球選手）
- 古閑美保（女子プロゴルファー）
- 中原勇貴（プロビーチサッカー選手）

## 学校周辺
- 熊本県民総合運動公園